# Brian Binnie
William Brian Binnie (West Lafayette, 26 aprile 1953 – 15 settembre 2022) è stato un aviatore e astronauta statunitense.

## Biografia
Fu uno dei piloti collaudatori dello SpaceShipOne, lo spazioplano sperimentale sviluppato dalla Scaled Composites. Il 4 ottobre 2004 Binnie pilotò lo SpaceShipOne durante il volo flight 17P, arrivato al confine dello spazio; Binnie diventò così il secondo astronauta commerciale dopo Mike Melvill e la 435ª persona ad andare nello spazio. Il volo di Binnie vinse l'Ansari X Prize.
Morì nel 2022, a 69 anni. Era sposato e aveva tre figli.